# Костанян, Артак Ераносович
Артак Ераносович Костанян — российский учёный в области разработки экстракционных и реакционных аппаратов, иностранный член Национальной академии наук Республики Армения (2008).
Родился 10.04.1942 в Капане, Армения.
Окончил МИТХТ им. М. В. Ломоносова (1968) и его аспирантуру (1971).
Работал в ГИАП: младший научный сотрудник (1971—1974), старший научный сотрудник (1974—1983); зав. сектором (1983—1996).
В 1977—1978 и 1985—1986 г.г. по совместительству преподавал и вёл научную работу в МИТХТ.
С 1996 г. ведущий научный сотрудник ИОНХ РАН. В 1997—1999 гг. работал по контракту в исследовательском центре фирмы Байер в г. Леверкузене.
Доктор технических наук, профессор.
Диссертации (обе по специальности «Процессы и аппараты химической технологии»):
- кандидатская (1971) — «Продольное перемешивание в секционированных колоннах с мешалками»;
- докторская (1982) — «Структура потоков и массообмен в колонных экстракторах с принудительным перемешиванием».

Создал научные основы масштабирования интенсифицированных колонных экстракторов; разработал новые экстракционные и реакционные аппараты, которые используются в промышленности (ПО «Прогресс», г. Бердичев; ПО «Азот», г. Рустави; ПО «Куйбышевазот», г. Тольятти; Северодонецкое ПО «Азот», г. Северодонецк; Кемеровское ПО «Азот», г. Кемерово).
Разработал теорию многофазной экстракции и предложил оригинальные многофазные процессы и аппараты, запатентованные (в сотрудничестве с фирмой Байер) в Европе, США, Канаде, Китае, Японии.
Автор около 200 научных работ, в том числе монографии, учебника для химико-технологических специальностей вузов (4 издания), получил более 70 авторских свидетельств и патентов.
Лауреат премии Совета Министров СССР в области науки и техники (1983) и премии Правительства РФ в области образования (2005). На международном симпозиуме в Лионе 28-30 июля 2010 г. (Франция) (6th International Symposium on Countercurrent Chromatography. CCC-2010), награждён медалью Эдварда Чу (The Edward Chou award).
Иностранный член Национальной академии наук Республики Армения (28.11.2008).
Сочинения:
- Гельперин Н. И., Костанян А. Е., Пебалк В. Л. Структура потоков и эффективность колонных аппаратов химической промышленности. Химия. М. 1977. 264 с.
- Айнштейн В. Г., Захаров М. К., Носов Г. А., Захаренко В. В., Зиновкина Т. В., Таран А. Л., Костанян А. Е. Общий курс процессов и аппаратов химической технологии. Учебник в 2 кн.: Физматкнига. Москва. 2006. Логос.